# Леонов, Георгий Павлович
Гео́ргий Па́влович Лео́нов (1908—1983) — советский учёный-геолог, доктор геолого-минералогических наук (1958), профессор (1960); член Московского общества испытателей природы (1932). Заслуженный деятель науки РСФСР (1980).

## Биография
Родился 18 октября 1908 года в Москве в семье служащих.
В 1925 году окончил среднюю школу № 32 Краснопресненского района Москвы и в 1926 году поступил на почвенно-геологический факультет Московского университета. В 1930 году, в связи с реорганизацией высшего геологического образования, был переведен в Московский геологоразведочный институт, который окончил в 1931 году по специальности «геология».
Был направлен на работу в Свердловск в Уральское отделение прикладной минералогии. Однако из-за болезни не мог находиться на полевых исследованиях и в 1932 году начал педагогическую деятельность на почвенно-географическом факультете Московского университета в должности ассистента кафедры геологии. В 1940 году защитил кандидатскую диссертацию на тему «Палеогеновые отложения бассейна среднего Дона».
В годы Великой Отечественной войны возглавлял работы, которые вели геологи университета по договору с «Южурал-углеразведкой», а затем с Казахским геологическим управлением, по съемке в масштабе 1:50000 и изучению угленосности триасовых и юрских отложений и тектоники Актюбинского Приуралья.
В 1957 году защитил докторскую диссертацию на тему «Основные вопросы региональной стратиграфии палеогеновых отложений Русской плиты». С 1960 года — профессор кафедры исторической и региональной геологии геологического факультета МГУ.
В течение многих лет Леонов преподавал курсы общей геологии, структурной геологии и геологического картирования; читал курс исторической геологии, создал школу стратиграфов. Среди его учеников — В. П. Казакова, Г. А. Логинова, Д. И. Панов, А. А. Воронина, А. С. Аванесян и другие.
Умер 31 июля 1983 года в Москве. Похоронен на Рогожском кладбище. Его именем названа подводная гора.

## Семья
Сыновья, геологи.:
- Юрий (1934—2017)
- Михаил (род. 1938)

## Награды
- Награждён орденом «Знак Почета» (1953).
- Заслуженный деятель науки РСФСР (1978).
- Лауреат премий Московского общества испытателей природы.